# Viaduto do Gasômetro
O Viaduto do Gasômetro, também conhecido como Viaduto do Caju, é um viaduto que margeia os bairros do Caju e de São Cristóvão, situados na Zona Central da cidade do Rio de Janeiro. Com cerca de 1,6 km de extensão, estende-se desde a altura do Cemitério da Ordem Terceira do Carmo até a altura da Rodoviária Novo Rio.
A via, que possui quatro faixas no sentido Centro, tem a função de escoar o tráfego proveniente da Avenida Brasil, da Linha Vermelha e da Ponte Rio–Niterói para a Avenida Francisco Bicalho, a Avenida Rodrigues Alves, o Túnel Prefeito Marcello Alencar e a Via Binário do Porto. Por esse motivo, é um importante acesso às zonas Central e Sul da cidade do Rio de Janeiro.
O viaduto recebeu o nome Viaduto do Gasômetro por passar próximo ao Gasômetro de São Cristóvão, que foi um gasômetro utilizado para armazenagem e distribuição de gás manufaturado na cidade do Rio de Janeiro. O gasômetro foi desativado na década de 2000 devido à popularização do gás natural.

## Murais do Profeta Gentileza
Nas pilastras do Viaduto do Gasômetro, encontram-se pintados 56 murais do Profeta Gentileza, feitos durante a década de 1980 e que consistem em uma sequência de painéis em verde, amarelo, azul e branco. Cada mural é composto por frases que consistem em uma crítica ao mundo e em uma alternativa ao mal-estar da civilização. A frase mais célebre do pregador, Gentileza gera gentileza, pode ser vista estampada em chinelos, camisetas, adesivos e quadros decorativos vendidos em lojas do Rio de Janeiro.
Frequentemente, os murais do Profeta Gentileza sofrem ações de vandalismo de grafiteiros e de pichadores. O projeto Rio com Gentileza, criado com a finalidade de desenvolver ações para a recuperação da obra de José Datrino, já fez a restauração dos murais duas vezes, em 2000 e em 2010, após a morte do profeta, ocorrida em 1996.
No dia 27 de novembro de 2000, o então prefeito do Rio de Janeiro, Luiz Paulo Conde, por meio do Decreto Municipal Nº 19.188, tombou as pinturas de autoria de José Datrino ao considerar o alto valor artístico, documental e sociológico da obra. O pedido de tombamento de toda a obra gráfica de Gentileza no Viaduto do Caju havia sido encaminhado ao Departamento Geral de Patrimônio Cultural (DGPC) e ao Conselho Municipal de Proteção do Patrimônio Cultural do Rio de Janeiro em fevereiro de 2000 por uma equipe da Universidade Federal Fluminense (UFF).

## Parador Gentileza
Devido à transferência da sede da Bradesco Seguros para o Port Corporate Tower, situado em um quarteirão adjacente ao viaduto, pretende-se instalar um complexo de comércio e de serviços sob o Viaduto do Gasômetro. O espaço, que se chamará Parador Gentileza, terá 4,5 mil m² e contará com restaurantes, quiosques, lanchonetes, praça de alimentação, jornaleiro e lojas de conveniência. Inicialmente, serão beneficiados os funcionários da Bradesco Seguros e os servidores do Instituto Nacional de Traumatologia e Ortopedia (INTO).
O projeto, que ainda depende de vários estudos e ajustes por parte de órgãos municipais, fará parte de um edital a ser disponibilizado para interessados do setor privado em obter a concessão para a exploração dos serviços no local.

## Pontos de interesse
Os seguintes pontos de interesse situam-se nas adjacências do Viaduto do Gasômetro:
- Barracão da União do Parque Curicica
- Barracão da Império da Tijuca
- Instituto Nacional de Traumatologia e Ortopedia Jamil Haddad (INTO)
- Port Corporate Tower
- Gasômetro de São Cristóvão (desativado)
- Rodoviária Novo Rio